# 루루팡
루루팡은 스톱모션 애니메이션을 업로드하는 대한민국의 유튜버이다. 주로 ASMR 콘텐츠를 주로 업로드한다.

## 수상
- 유튜브 실버버튼
- 유튜브 골드버튼[1]